# 이재영 (음악가)
이재영(한국 한자: 李在英, 1968년 6월 23일(음력 1968년 5월 28일) ~ )은 대한민국의 여자 음악가이고, 가수 겸 뮤지컬배우이기도 하다.

## 주요 이력
- 1988년 "MBC 강변가요제"에 참가, 《내 젊음 목이 말라요》라는 노래 작품으로 본선 진출.
- 1989년 "MBC 대학가요제"에 참가, 《그대 떠나도》라는 노래 작품으로 동상 수상.
- 1990년 뮤지컬배우 데뷔. 뮤지컬 데뷔작: 《지저스 크라이스트 슈퍼스타》
- 1990년 9월, 《이재영 1집》을 발표하여 《유혹》, 《사랑은 유행이 아니야》이라는 노래 작품으로 히트 기록.
- 1991년 MBC 10대 가수상 신인상 수상.
- 1992년 10월, 《이재영 2집》 발표 《집시》라는 곡으로 히트 기록.
- 1996년 6월, 《이재영 3집》 발표 《대단한 너》라는 곡으로 히트 기록.
- 1997년~ 2009년 뮤지컬 배우 활동.
- 2012년~ 2015년 극동방송 라디오 DJ 활동 《이재영의 Beautiful God》
- 2021년 : 《끗발 (EP)》 25년만에 신곡 발표.[1]

## 출연작

### 뮤지컬
- 1990년 '지저스 크라이스트 슈퍼스타' 마리아 역
- 1992년 '신데렐라' 신데렐라 역
- 1993년 '뮤지컬 갈라콘서트'
- 1997년 '지저스 크라이스트 슈퍼스타' 막달라 마리아 역
- 1998년 '락엔롤 그리스' 리조 역
- 1998년~ 1999년 '브로드웨이 42번가' 도로시 브록 역
- 1999년 '레미제라블' 에포닌, 판틴 역
- 2000년~2001년 '브로드웨이 42번가' 도로시 브록 역
- 2001년~ 2002년 '누구를 위하여 종은 울리나' 마리아 역
- 2003년 '록키호러쇼' 마젠타 역
- 2006년 '와이키키 브라더스' 인희 역
- 2006년~2007년 '풀몬티' 조지 역
- 2007년~2008년 '맘마미아' 도나 역
- 2008년 '지저스 지저스' 광야여인 역
- 2009년 '신 행진 와이키키' 강지수 역

### TV 프로그램
- 1990년 MBC TV 《토요일 토요일은 즐거워》
- 1991년 KBS 2TV 《가요톱텐》
- 1991년 KBS 2TV 《토요 대행진》
- 1996년, 1997년 KBS 2TV 《가족오락관》
- 2018년 ~ 2021년 SBS TV 《불타는 청춘》

### CF
- 1992년 해태음료 써니텐 (안무가 설도윤와 함께 출연)

## 학력
- 대구혜화여자고등학교 (졸업)
- 중앙대학교 예술대학 연극영화학과 (졸업)
- 중앙대학교 신문방송대학원 신문방송학과 (졸업)